# 千葉県道155号四街道上志津線
千葉県道155号四街道上志津線（ちばけんどう155ごう よつかいどうかみしづせん）は、千葉県四街道市大日の千葉県道64号千葉臼井印西線との交点である「大日」交差点を起点とし、佐倉市井野の国道296号との交点である「井野」交差点を終点とする一般県道である。

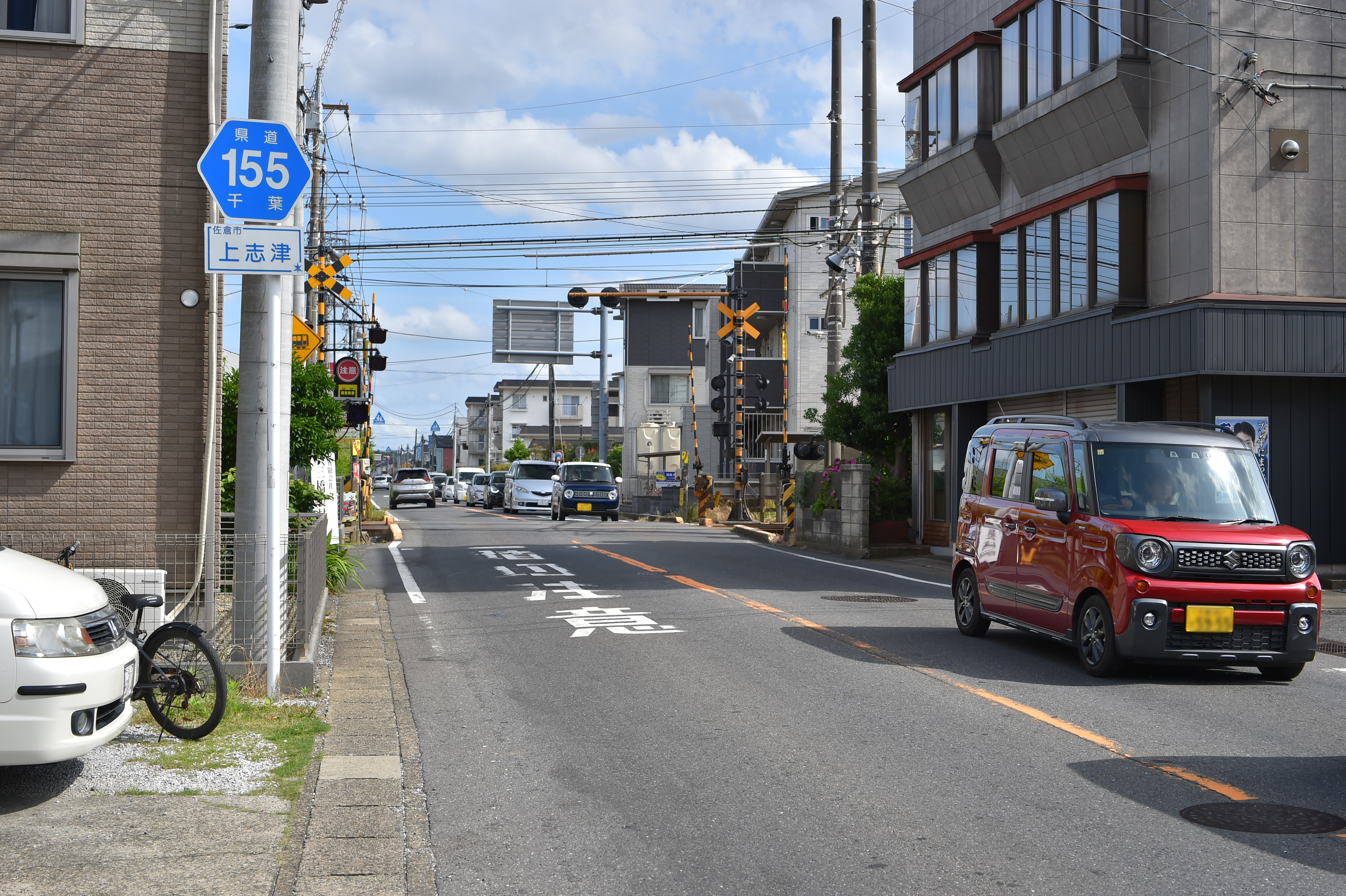
千葉県道155号四街道上志津線
佐倉市上志津（2024年6月）

## 起点・終点
- 起点：四街道市大日、「大日」交差点
- 終点：佐倉市井野、「井野」交差点

## 通過する自治体
- 千葉県
  - 四街道市
  - 佐倉市

## 接続するおもな道路
- 千葉県道64号千葉臼井印西線（起点）
- 国道296号（終点）